# Simulium sherwoodi
Simulium sherwoodi es una especie de insecto del género Simulium, familia Simuliidae, orden Diptera.
Fue descrita científicamente por Stone & Maffi, 1971.